# Parallelia manillana
Parallelia manillana là một loài bướm đêm trong họ Erebidae.